# Staatsrat Kubas
Der Staatsrat von Kuba (spanisch Consejo de Estado de Cuba) ist seit der Verfassungsänderung von 2018/19 ein 21 Mitglieder zählendes Organ der Nationalversammlung der Volksmacht (Asamblea Nacional del Poder Popular), des kubanischen Parlaments. Die bisherige Funktion des Präsidenten des Staatsrates als Staatsoberhaupt übernahm Miguel Díaz-Canel, der am 10. Oktober 2019 mit 579 der 580 Stimmen der Nationalversammlung zum Präsidenten der Republik Kuba gewählt wurde, während Salvador Antonio Valdés Mesa mit 569 der 580 Stimmen zum Vizepräsidenten der Republik Kuba gewählt wurde.

## Aktuelle Zusammensetzung
Die Nationalversammlung der Volksmacht ist das oberste Organ der Staatsgewalt. Sie vertritt das gesamte Volk und bringt seinen souveränen Willen gemäß Artikel 102 der Verfassung der Republik zum Ausdruck. Die Aufgaben und Zuständigkeiten sind im Gesetz Nr. 131/2019 „Gesetz über die Organisation und Arbeitsweise der Nationalversammlung der Volksmacht und des Staatsrates der Republik Kuba“ geregelt. Der am 10. Oktober 2019 gewählte Staatsrat besteht aus 21 Mitgliedern, von denen 47,6 Prozent Frauen sind und von denen zehn Mitglieder erstmals in den Staatsrat gewählt wurden. Das Durchschnittsalter betrug bei der Wahl 47 Jahre und 20 der 21 Mitglieder mit Ausnahme des Präsidenten Esteban Lazo (* 1944) wurden erst nach dem Ende der Revolution am 1. Januar 1959 geboren.
| Position        | Mitglied                          | Weitere Ämter                                                                                     | Geburtsjahr |
| Präsident       | Juan Esteban Lazo Hernández       | Präsident der Nationalversammlung der Volksmacht                                                  | 1944        |
| Vizepräsidentin | Ana María Mari Machado            | Vizepräsidentin der Nationalversammlung der Volksmacht                                            | 1963        |
| Sekretär        | Homero Acosta Álvarez             | Sekretär der Nationalversammlung der Volksmacht                                                   | 1964        |
| Mitglied        | Teresa María Amarelle Boué        | Generalsekretärin der Föderation der Frauen Kubas (FMC)                                           | 1963        |
| Mitglied        | Miriam Nicado García              | Rektorin der Universität von Havanna                                                              | 1959        |
| Mitglied        | Yoerky Sánchez Cuéllar            | Direktor der Tageszeitung Juventud Rebelde                                                        | 1983        |
| Mitglied        | Gerardo Hernández Nordelo         | Nationaler Koordinator der Komitees zur Verteidigung der Revolution (CDR)                         | 1965        |
| Mitglied        | Ulises Guilarte de Nacimiento     | Generalsekretär der Zentralen Gewerkschaftsorganisation (CTC)                                     | 1964        |
| Mitglied        | Juana Yamilka Viñals Suárez       | Präsidentin der Kommunalversammlung der Volksmacht von Las Tunas                                  | 1972        |
| Mitglied        | Elier Ramírez Cañedo              | Vizedirektor der „Fidel Castro Ruz“-Zentrums                                                      | 1982        |
| Mitglied        | Yurisa Lahera Mansfarroll         | Vizevorsitzende der Vereinigung der sozialen Arbeiter                                             | 1988        |
| Mitglied        | Reinier Guillén Otero             | Generaldirektor des Stahlunternehmens „José Martí“                                                | 1982        |
| Mitglied        | Yury Valdés Balbín                | Vizedirektor des „Finlay“-Instituts für Impfungen                                                 | 1976        |
| Mitglied        | Taymí Martínez Naranjo            | Generaldirektorin des Provinzkrankenhauses für klinische Chirurgie „Faustino Pérez“               | 1987        |
| Mitglied        | Iván Santos Prieto                | Präsident der Nationalen Vereinigung der Ökonomen und Buchhalter Kubas in der Provinz Villa Clara | 1975        |
| Mitglied        | Félix Duarte Ortega               | Präsident des Nationalen Kleinbauernverbandes (ANAP)                                              | 1974        |
| Mitglied        | Maricela Figueredo Rosales        | Präsidentin des Volksrates „Paquito Rosales“                                                      | 1980        |
| Mitglied        | Omara Durand Elías                | Paralympische Hochleistungssportlerin                                                             | 1991        |
| Mitglied        | Ricardo Rodríguez González        | Nationaler Präsident des Föderation der Universitätsstudenten (FEU)                               | 2001        |
| Mitglied        | Beatriz Johnson Urrutia           | Erster Sekretärin des Komitees der PCC in der Provinz Santiago de Cuba                            | 1969        |
| Mitglied        | Caridad Meyvis Estévez Echevarría | Erste Sekretärin des Nationalkomitees des Kommunistischer Jugendverbandes (UJC)                   | 1991        |

## Mitglieder des Staatsrates Kubas (Zusammensetzung bis 2019)
Der Staatsrat war bis 2019 ein 31 Mitglieder starkes Organ der Asamblea Nacional del Poder Popular, dem kubanischen Parlament. Er ist dazu autorisiert, die absolute legislative Macht zwischen den Tagungen des Parlamentes auszuüben. Außerdem soll er das Parlament zu seinen regulären Tagungen einberufen, die zweimal jährlich stattfinden sollen. Die Mitglieder des Staatsrates bestehen aus dem Präsidenten, einem Sekretär, dem 1. Vizepräsidenten und fünf Vizepräsidenten, die gleichzeitig Mitglieder des Ministerrats  sind.
In folgender Zusammensetzung wurde der Staatsrat am 18./19. April 2018 vom Parlament gewählt.
| Position                          | Mitglied                          | Weitere Ämter |
| Präsident                         | Miguel Díaz-Canel Bermúdez        | Präsident des Ministerrats Oberkommandierender der Revolutionären Streitkräfte Erster Sekretär des Zentralkomitees der Kommunistischen Partei Kubas (PCC) |
| 1. Vizepräsident                  | Salvador Antonio Valdés Mesa      | Mitglied des Politbüros und Vorsitzender des CTC. |
| Vizepräsident                     | José Ramón Machado Ventura        | Mitglied des Politbüro und Vizepräsident des Ministerrats                                                                                                 |
| Vizepräsident                     | Ramiro Valdés Menéndez            | Mitglied des Politbüros und Vizepräsident des Ministerrats.                                                                                               |
| Vizepräsidentin                   | Gladys María Bejerano Portela     | Vorsitzende des nationalen Rechnungshofs. |
| Vizepräsident                     | Lázara Mercedes López Acea        | Mitglied des Politbüros und Provinzsekretärin von Havanna.                                                                                                |
| Vizepräsidentin                   | Inés María Chapman Waugh          | Vizepräsidentin des Ministerrates, Präsidentin des Nationalinstituts für Wasserkraftressourcen.                                                           |
| Sekretär                          | Homero Acosta Álvarez             | |
| Mitglied                          | Marino Alberto Murillo Jorge      | Mitglied des Politbüros und Vizepräsident des Ministerrats.                                                                                               |
| Mitglied                          | Adel Onofre Yzquierdo Rodríguez   | Mitglied des Politbüros, Vizepräsident des Ministerrats und Minister für Wirtschaft und Planung.                                                          |
| Mitglied                          | Abelardo Colomé Ibarra            | Mitglied des Politbüros, Vizepräsident des Ministerrats und Innenminister.                                                                                |
| Mitglied                          | Leopoldo Cintra Frías             | Mitglied des Politbüros. |
| Mitglied                          | Bruno Eduardo Rodríguez Parrilla  | Mitglied des Politbüros und Außenminister. |
| Mitglied                          | Álvaro López Miera                | Mitglied des Politbüros, Minister für die Revolutionären Streitkräfte (Verteidigungsminister).                                                            |
| Mitglied                          | Guillermo García Frías            | Comandante der Revolution, Leiter der Firma „Flora und Fauna“.                                                                                            |
| Mitglied                          | Varamis Armenteros Medina         | Leiterin von EMCOMED. |
| Mitglied                          | Lester Alain Alemán Hurtado       | Leiter der Ölraffinerie „Sergio Soto“. |
| Mitglied                          | Martha del Carmen Mesa Valenciano | Rektorin der Universidad de Oriente. |
| Mitglied                          | Miriam Nicado García              | Rektorin der Universidad de las Ciencias Informáticas. |
| Mitglied                          | Miguel Ángel Barnet Lanza         | Präsident der UNEAC. |
| Mitglied                          | Tania León Silveira               | Vorsitzende der Poder Popular von Matanzas. |
| Mitglied                          | Carlos Rafael Miranda Martínez    | Koordinator der Leitung der CDR. |
| Mitglied                          | Liz Belkys Rosabal Ponce          | Leiterin des Betriebs „Laboratorio de Combustión“. |
| Mitglied                          | Carmen Rosa López Rodríguez       | Zweite nationale Sekretärin des CTC. |
| Mitglied                          | Félix González Viego (†)          | Präsident der Vereinigung der Kleinbauern (ANAP). |
| Mitglied                          | Miladys Orraca Castillo           | Direktorin des Provinzzentrums für genetische Medizin in Pinar del Río.                                                                                   |
| Mitglied                          | Ileana Amparo Flores Morales      | Leiterin der Firma „Industrial Mecánica 2 de Septiembre“.                                                                                                 |
| Mitglied                          | Sergio Juan Rodríguez Morales     | Leiter des nationalen Forschungsinstituts für tropische Pflanzen (INIVIT).                                                                                |
| Mitglied                          | Teresa María Amarelle Boué        | Generalsekretärin der Federación de Mujeres Cubanas (FMC).                                                                                                |
| Mitglied                          | Yuniasky Crespo Baquero           | Generalsekretärin der Unión de Jóvenes Comunistas (UJC).                                                                                                  |
| Präsidium der Nationalversammlung | Esteban Lazo Hernández            | Präsident der Nationalversammlung. |
| Präsidium der Nationalversammlung | Ana María Mari Machado            | Vizepräsidentin der Nationalversammlung. |
| Präsidium der Nationalversammlung | Miriam Brito Sarroca              | Sekretärin der Nationalversammlung. |

Für die zwischenzeitlich zurückgetretene Rosa López Rodríguez und den verstorbenen Félix González Viego wurden am 29. März 2014 vom Parlament als Nachfolger in den Staatsrat gewählt:
| Position | Mitglied                       | Weitere Ämter                                             |
| Mitglied | Ulises Guilarte de Nacimiento  | Generalsekretär des Kubanischen Gewerkschaftsbunds (CTC). |
| Mitglied | Rafael Ramón Santiesteban Pozo | Präsident der Vereinigung der Kleinbauern (ANAP).         |